# جف بارنارد
جف بارنارد (انگلیسی: Geoff Barnard؛ زادهٔ ۲۳ مارس ۱۹۴۶) بازیکن فوتبال است.
از باشگاه‌هایی که در آن بازی کرده‌است می‌توان به باشگاه فوتبال نوریچ سیتی اشاره کرد.